# Хризомелоидные
Хризомелоидные (лат. Chrysomeloidea) — надсемейство жуков из инфраотряда Кукуйиформные (Cucujiformia). Около 50 000 видов.

## Описание
Разнообразная группа растительноядных жуков длиной от 1 до 180 мм, включающая многих опасных вредителей, таких например, как Колорадский жук, другие Листоеды, Дровосеки, Зерновки. Лапки ложночетырёхчлениковые (пятый членик очень мал и незаметен) с двулопастным 3-м члеником.

## Классификация
7 семейств. В 2022 году в ходе интегрирования данных филогеномики и палеонтологии была разработана новая классификация жесткокрылых, в которой надсемейство Chrysomeloidea сближается с Curculionoidea и вместе с ним включено в серию Cucujiformia.
- Семейство Oxypeltidae  Lacordaire, 1869
- Семейство Веспериды (Vesperidae Mulsant, 1839)
- Семейство Дистенииды (Disteniidae J. Thomson, 1860)
- Семейство Усачи (Cerambycidae Latreille, 1802) (Дровосеки)
- Семейство Большеноги (Megalopodidae Latreille, 1802)
- Семейство Орсодакниды (Orsodacnidae C.G. Thomson, 1859)
- Семейство Листоеды (Chrysomelidae Latreille, 1802)
  - включая таксон Зерновки (Bruchidae Latreille, 1802) в ранге подсемейства Bruchinae

Некоторые исследователи выделяют надсемейство Церамбикоидные (Cerambycoidea), включая в него усачей и близкие к ним семейства Disteniidae, Oxypeltidae и Vesperidae, но такое дробление не является общепринятым.
В России наиболее представлены Листоеды (950 видов) и Усачи (585 видов).